# Volkswagen Lupo
Volkswagen Lupo — автомобіль А-класу концерну Volkswagen AG, що надійшов в продаж в 1998 році.

## Опис

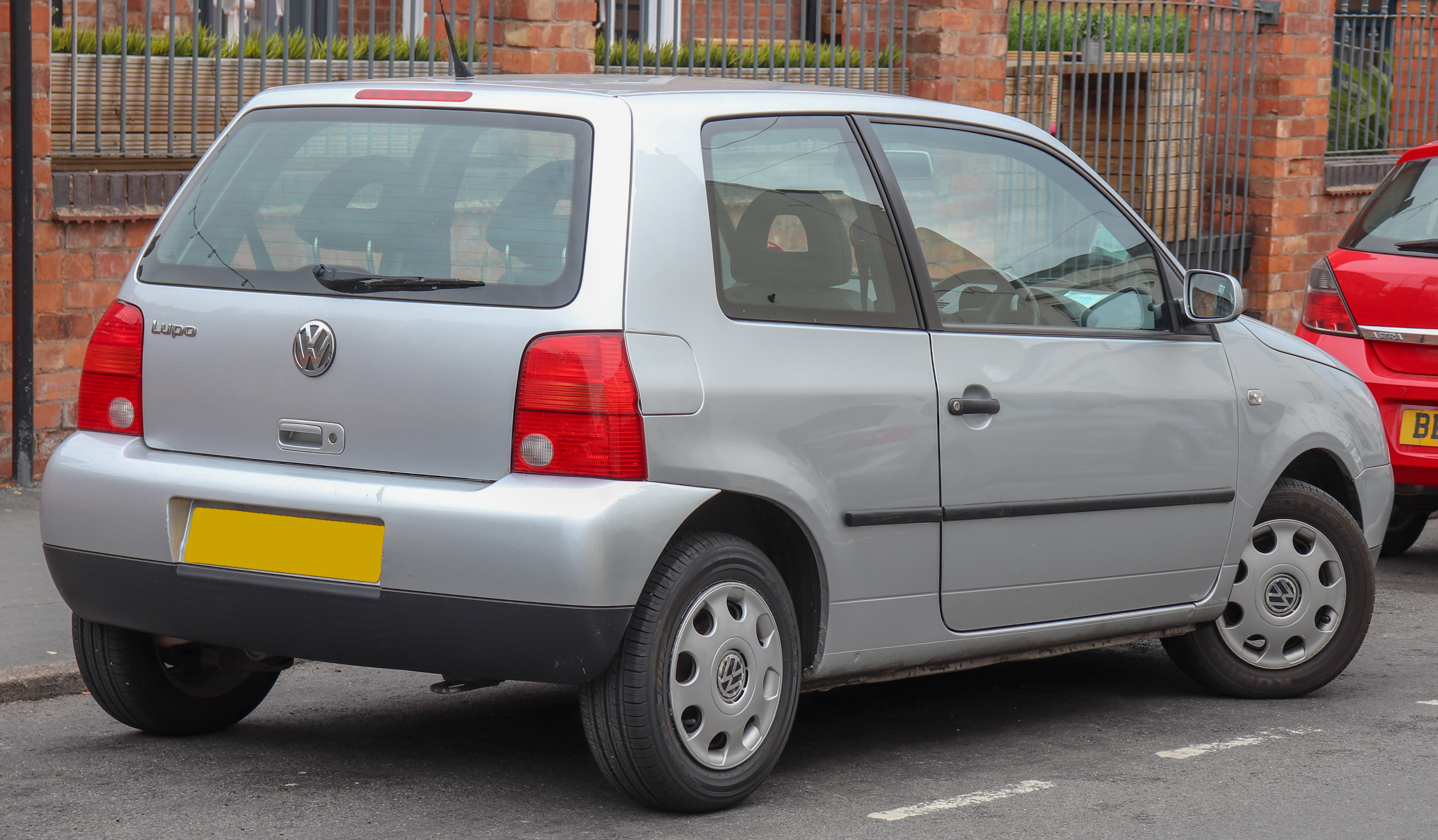

Для 3-дверного хетчбека пропонувалася досить обширна гамма бензинових чотирициліндрових двигунів: літровий двигун потужністю 50 к.с., а також агрегати 1.4 (від 60 до 100 к.с.) і 1.4 FSI (105 к.с.). Існували і дизельні мотори — трициліндрові турбодизелі 1.2 TDI (61 к.с.) і 1.4 TDI (75 к.с.), а також атмосферний варіант 1.7 SDI (60 к.с.). У 2000 році з'явилася також і «заряджена» модифікація крихітки — Lupo 1.6 GTI (125 к.с.). У 2005 році виробництво моделі було згорнуто.

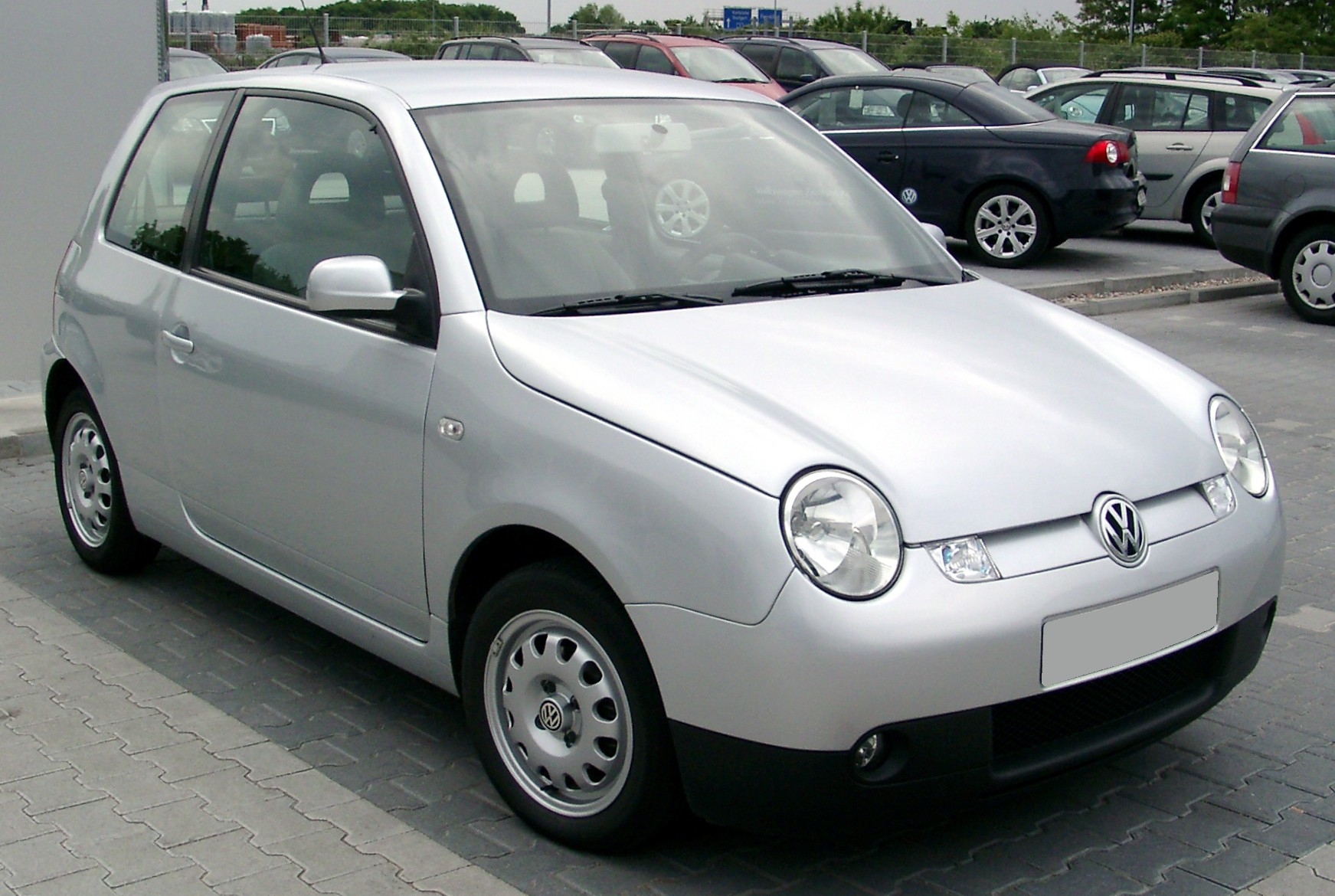
Volkswagen Lupo 3L TDI

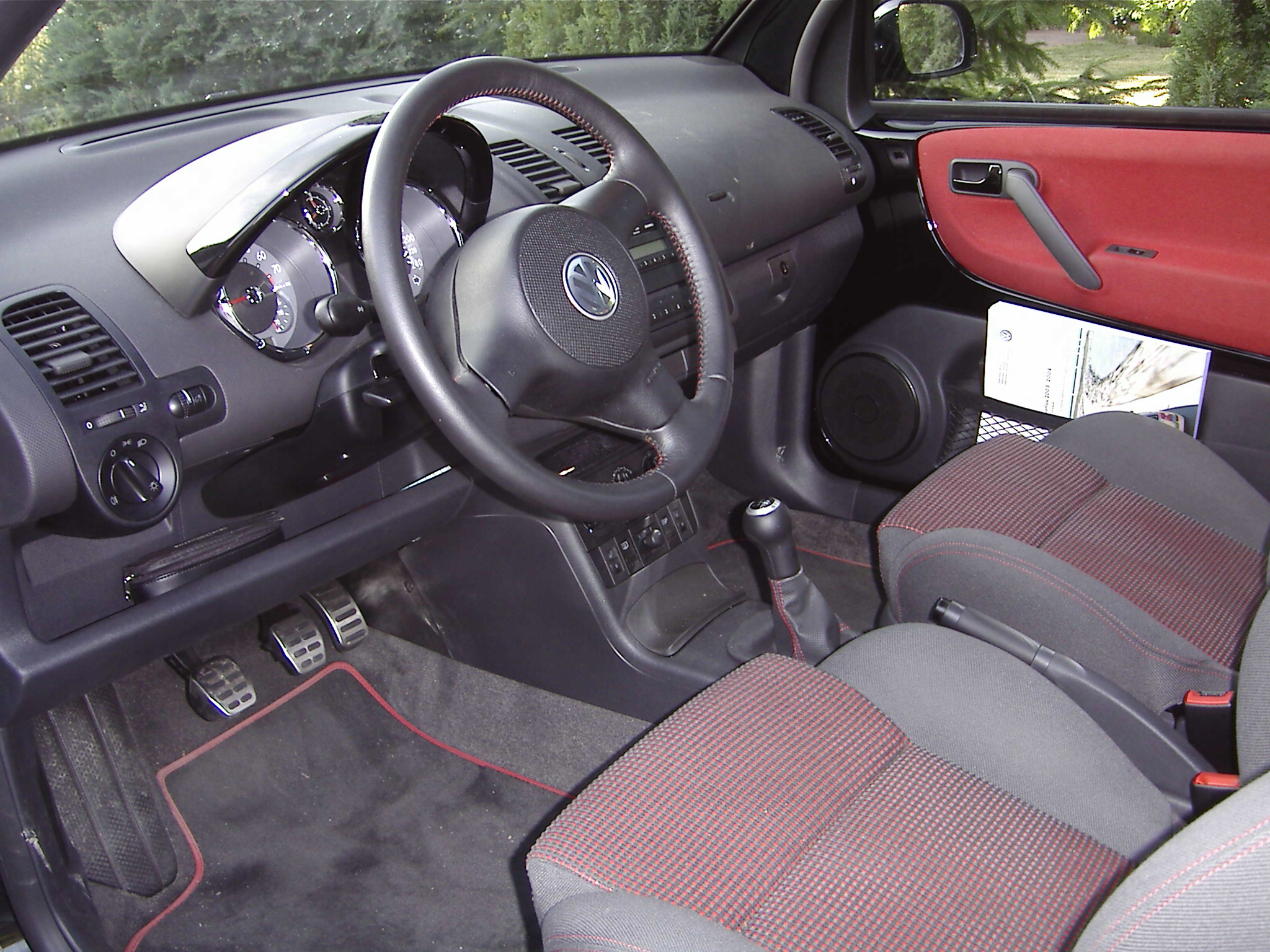

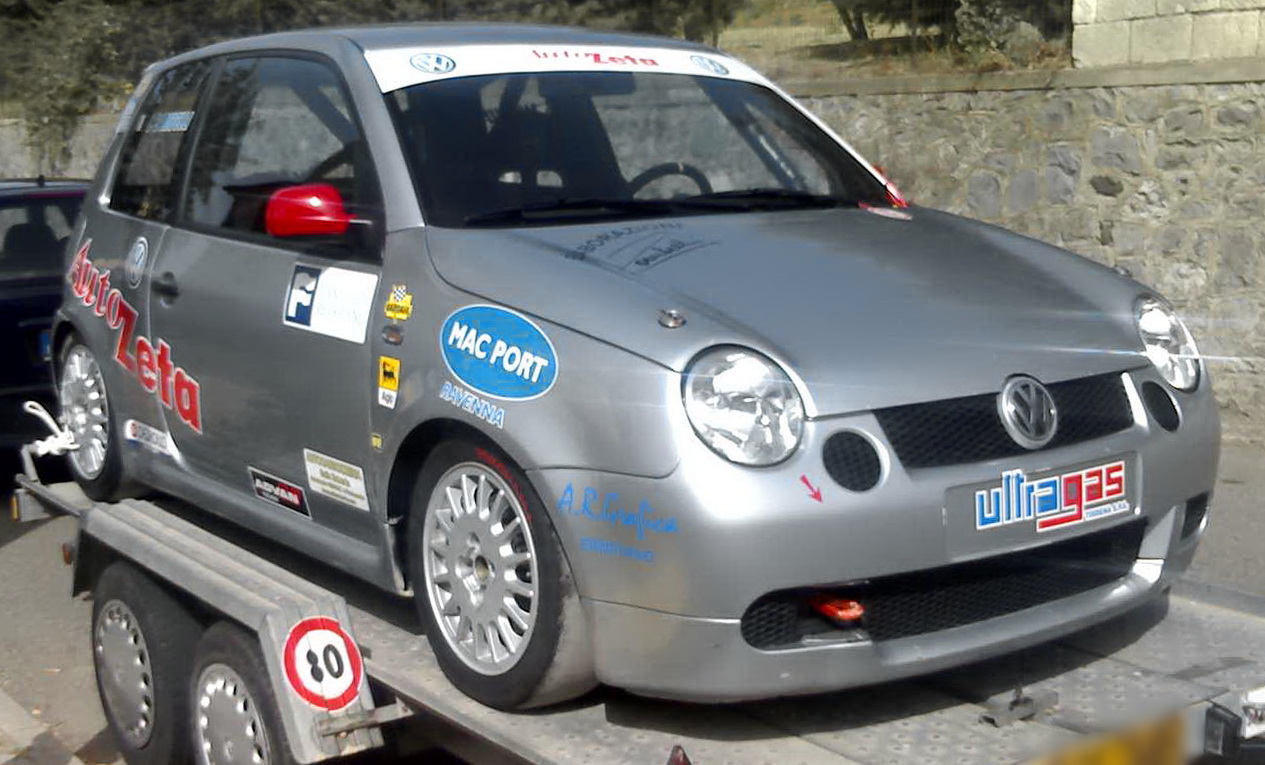
Ралійний Volkswagen Lupo GTi

Автомобіль представлений у E, S, SE, Sport та GTI моделях. Базова модель постачається з гідропідсилювачем керма, двома подушками безпеки, радіо та касетним програвачем, тканинною обшивкою сидінь та складними задніми сидіннями. У моделі S передбачені склопідйомники та активні сидіння, які можна посунути або нахилити. Модель Sport пропонує: литі диски коліс, обвіс та антиблокувальну гальмівну систему. Топова GTI отримала: шестиступінчасту механічну коробку передач, спортивні сидіння, спортивне рульове колесо, оздоблене шкірою та ксенонові фари.

### Lupo 3L
Lupo 3L TDI (Type 6E) з'явився в 1999 році і є першим серійним 3-літровим автомобілем у світі з поєднанням стандартної витрати 2,99 літра дизельного палива на 100 км. Автомобіль має 3-циліндровий рядний двигун із системою насос-форсунка та коефіцієнтом опору (cw) 0,29.

## Двигуни
Бензинові:
- 1.0 L 8v I4
- 1.4 L 8v I4
- 1.4 L 16v I4
- 1.6 L 16v I4

Дизельні:
- 1.2 L TDI I3
- 1.4 L TDI I3
- 1.7 L SDI I4